# Sonic Superstars
Sonic Superstars is een computerspel ontwikkeld door Arzest in samenwerking met Sonic Team. Het spel is uitgegeven door Sega voor de Switch, PlayStation 4, PlayStation 5, Xbox One, Xbox Series en Windows. Het platformspel is uitgekomen op 17 oktober 2023.

## Gameplay
Het spel is een zijwaarts scrollend spel, vergelijkbaar met andere spellen in de Sonic-reeks.
De speler kan kiezen uit de vier speelbare personages: Sonic, Tails, Knuckles en Amy. Elk personage heeft zijn eigen speciale technieken, zoals vliegen, klimmen, of een dubbelsprong.
De gameplay van het spel bevat vele traditionele elementen, zoals het verzamelen van ringen en springen op platformen. De spelwereld bevindt zich in de North Star-eilanden, waar de speler het opneemt tegen Dr. Robotnik en zijn kwaadaardige robots.
Door het verzamelen van Chaosdiamenten in bonuslevels kan het personage een speciale power-up krijgen, zoals het opwaarts zwemmen in een waterval of een kloon van zichzelf maken.
In het multiplayergedeelte kunnen tot maximaal vier spelers op een scherm spelen. Er zijn ook speler tegen speler-modi die zowel lokaal als via het internet gespeeld kunnen worden.

## Ontwikkeling
Sonic Superstars is ontwikkeld door Arzest, een studio onder leiding van Naoto Oshima, een van de mede-bedenkers van Sonic the Hedgehog. Het was sinds 1998 dat Oshima weer bij een Sonic-spel betrokken is.
De ontwerpers gaven aan de oorspronkelijke gameplay van de 16-bit-spellen op de Mega Drive te willen benaderen. Het grafische gedeelte werd met 3D-graphics ontwikkeld. Ook wilde het team pixelart vermijden omdat dit te veel beperkingen zou geven.
Volgens Sonic Team-baas Takashi Iizuka is Sonic Superstars gericht op een jongere doelgroep, in tegenstelling tot Sonic Frontiers.

## Ontvangst
| Recensiescore       | Recensiescore                |
| Recensieverzamelaar | Score                        |
| ------------------- | ---------------------------- |
| Metacritic          | 73% (PS5) 71% (NS) 76% (XBS) |
| Publicist           | Score                        |
| Eurogamer           | 3/5                          |
| Game Informer       | 7,5                          |
| GameSpot            | 7                            |
| IGN                 | 7                            |
| Nintendo Life       | 8                            |

Sonic Superstars ontving gemengde recensies voor de PlayStation 5- en Switch-versie, en positieve voor de Xbox Series-versie. Men prees de klassieke gameplay uit de Sonic-spellen en de presentatie van het spel. Kritiek was er op de toegevoegde elementen.
Op Metacritic, een recensieverzamelaar, heeft het spel een gemiddelde score voor alle platforms van 73,3%.

## Verkoop
Sonic Superstars zag in de eerste week na uitkomst in Japan matige verkoopcijfers, die verbleekten bij het gelijktijdig uitgebrachte Super Mario Bros. Wonder. Er werden van Superstars in de eerste week ruim 4.000 fysieke exemplaren verkocht, tegenover 638.000 fysieke exemplaren van Wonder. Producent Takashi Tezuka werd gevraagd over het grote verschil in verkoopcijfers en benadrukte dat het ging om puur toeval.